# Jametz
Jametz ist eine französische Gemeinde mit 250 Einwohnern (Stand: 1. Januar 2022) im Département Meuse in der Region Grand Est (bis 2015 Lothringen). Sie gehört zum Arrondissement Verdun und zum Gemeindeverband Pays de Montmédy. Die Bewohner werden Jamessins genannt.

## Geografie
Die Gemeinde Jametz liegt im südöstlichen Vorland der Ardennen am Mittellauf des Flusses Loison, etwa 45 Kilometer nördlich von Verdun und zehn Kilometer von der belgischen Grenze entfernt. Umgeben wird Jametz von den Nachbargemeinden Remoiville im Westen, Norden und Osten, Delut im Südosten, Vittarville im Süden sowie Bréhéville im Südwesten.
In Jametz kreuzen sich mehrere Fernstraßen. So bestehen Verbindungen nach Stenay, Montmédy, Longuyon, Étain und Verdun.
Unmittelbar nördlich von Jametz liegt der Flugplatz Marville-Montmédy (Base aérienne de Marville-Montmédy), der von 1953 bis 1967 von der Royal Canadian Air Force, bis 2002 teilweise von den Französischen Luftstreitkräften genutzt wurde.

## Geschichte
Durch die Bestimmungen im Friede von Vincennes kam die Propstei Jametz 1661 zu Frankreich.

## Bevölkerungsentwicklung
| Jahr      | 1962 | 1968 | 1975 | 1982 | 1990 | 1999 | 2006 | 2013 | 2021 |
| Einwohner | 345  | 277  | 300  | 298  | 241  | 243  | 252  | 258  | 261  |

Im Jahr 1831 wurde mit 951 Bewohnern die bisher höchste Einwohnerzahl ermittelt. Die Zahlen basieren auf den Daten von cassini.ehess und INSEE.

## Sehenswürdigkeiten
- Überreste der 1673 zerstörten Burg aus dem 15. Jahrhundert (Mauern aus dem Jahr 1543)
- Kapelle Notre-Dame-du-Mont auf dem Friedhof aus dem Jahr 1560
- Kirche Saint-Pierre-es-Liens aus dem Jahr 1803
- Kapelle Notre-Dame-de-la-Prairie aus dem Jahr 1913
- Lavoir

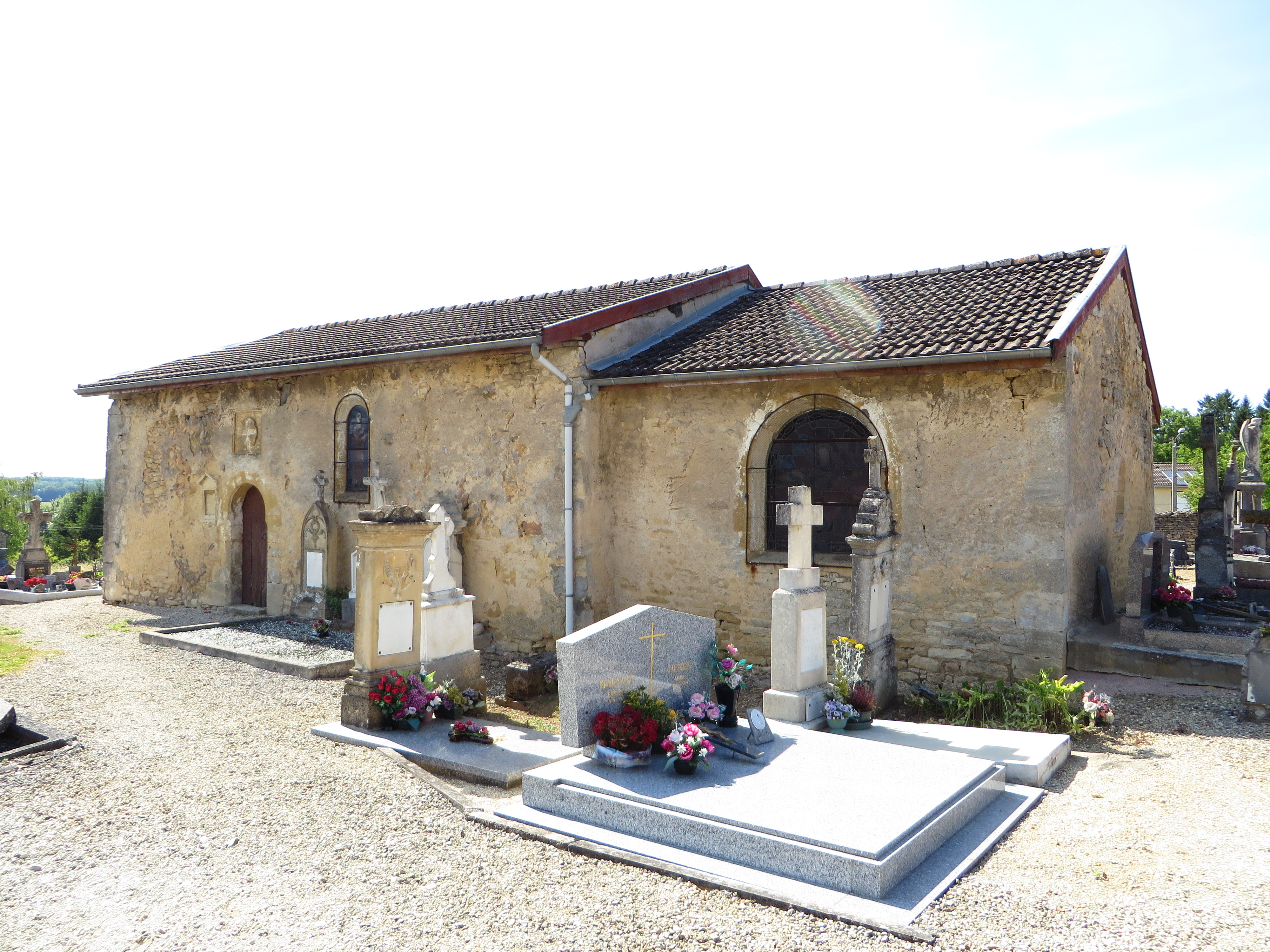
Kapelle Notre-Dame-et-Saint-Étienne
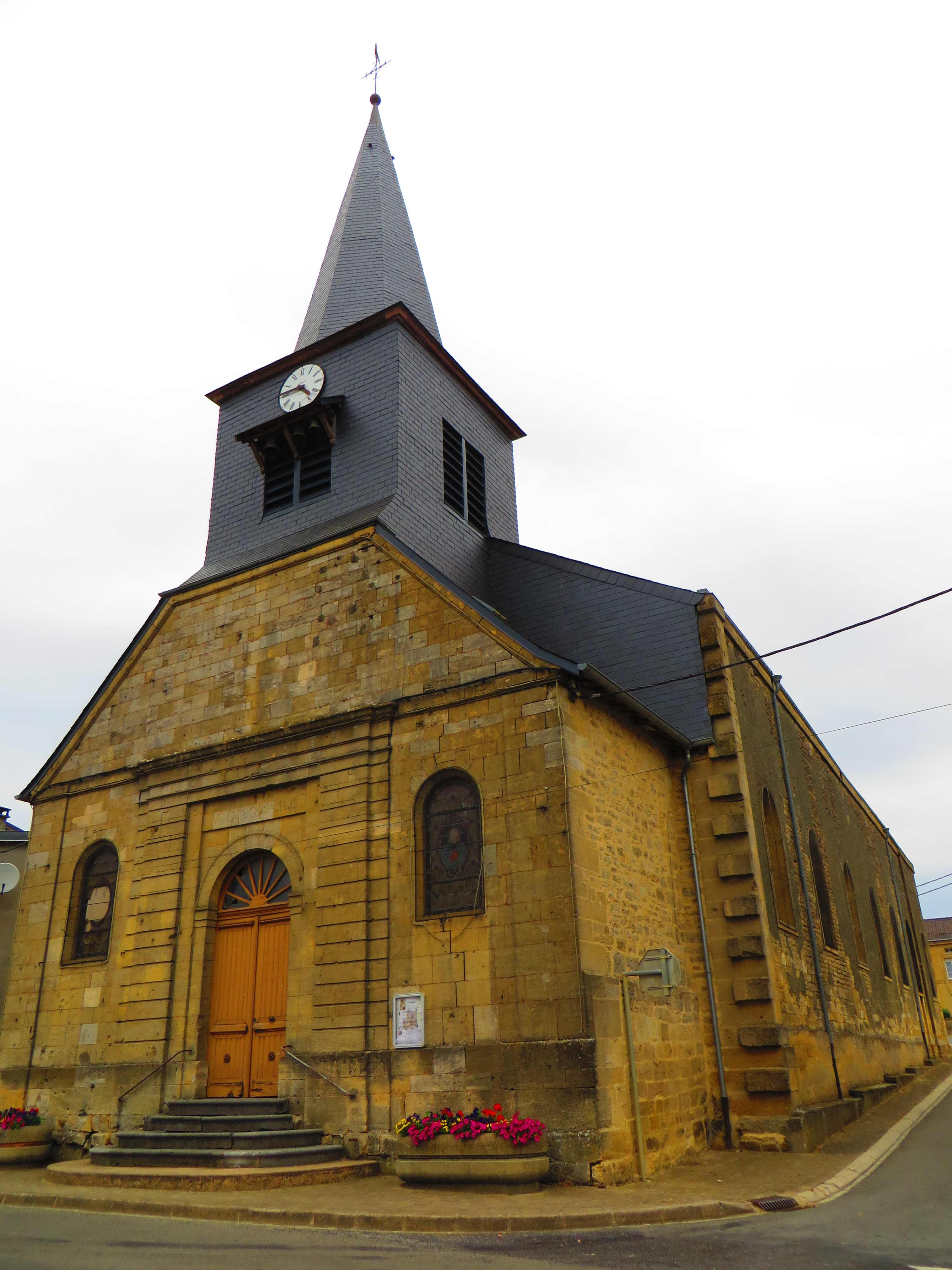
Kirche Saint-Pierre-es-Liens
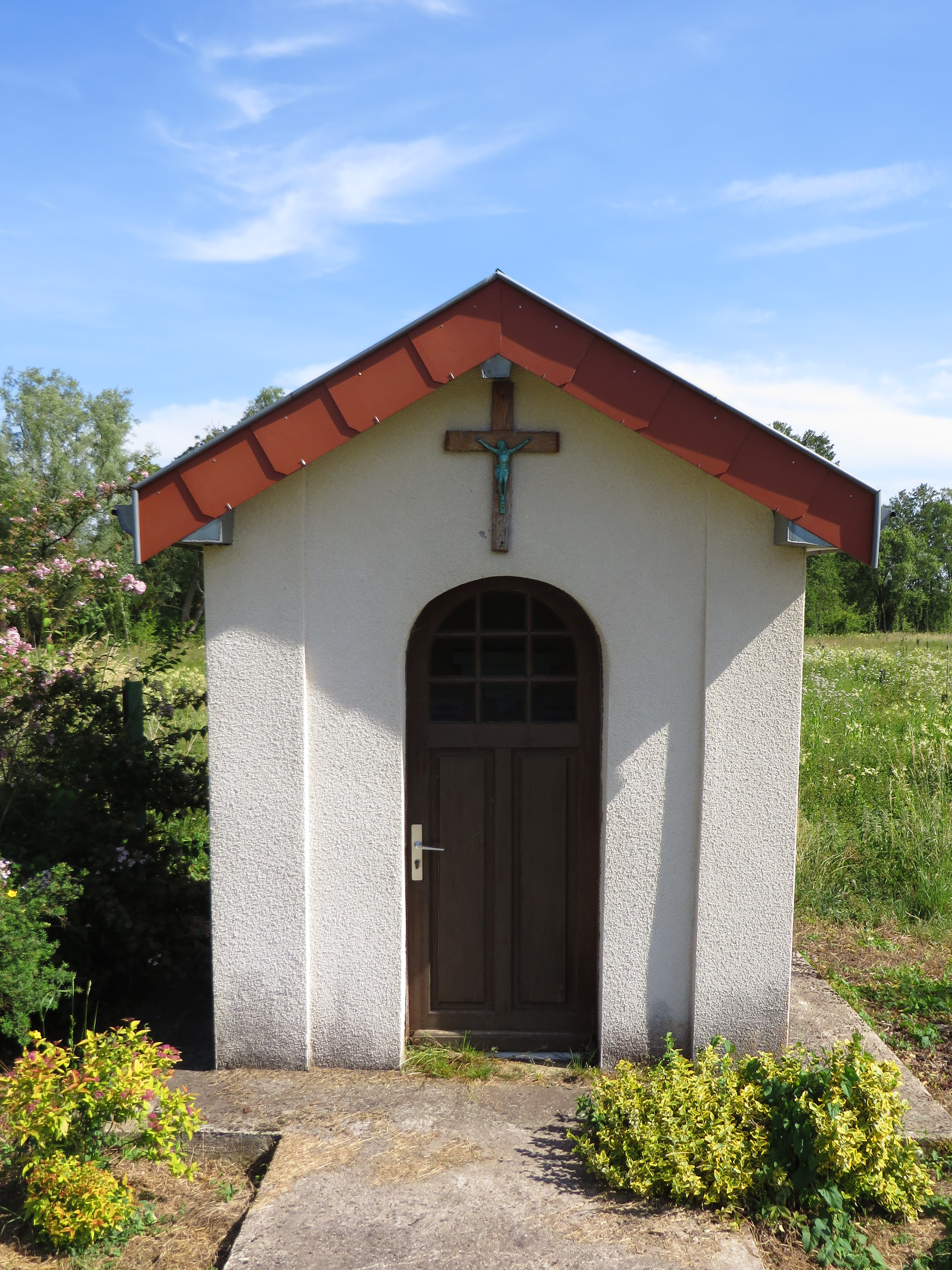
Kapelle Notre-Dame-de-la-Prairie

## Wappen
Das Wappen zeigt auf silbernem Grund in Schwarz einen gemauerten Leuchtturm, der den großen Turm der 1673 untergegangenen Burg Jametz symbolisiert.

## Wirtschaft und Infrastruktur
In der Gemeinde Jametz sind zehn Landwirtschaftsbetriebe ansässig (Getreideanbau, Rinder- und Pferdezucht).
Durch die Gemeinde Jametz verläuft die Fernstraße D 905 von Verdun nach Montmédy. Nahe der 45 Kilometer entfernten Stadt Verdun besteht ein Anschluss an die Autoroute A 4 von Paris nach Straßburg. Der elf Kilometer nördlich von Jametz gelegene Bahnhof von Montmédy liegt an der Bahnstrecke Mohon–Thionville.

## Persönlichkeiten
- Jean Errard de Bar-le-Duc (1554–1610), französischer Mathematiker, Ingenieur und Festungsbaumeister: Nach seiner Ausbildung in Italien trat er 1580[5] in den Dienst des katholischen Herzogs von Bar und Lothringen, Charles III. Als dieser 1584 der Katholischen Liga beitrat, musste Errard Lothringen aufgrund seiner Religionszugehörigkeit verlassen und ging nach Sedan, wo ihn 1585 der Herzog von Bouillon, Henri-Robert de La Marck, gleichzeitig Fürst von Sedan, in seine Dienste nahm. Der schickte ihn 1587 nach Jametz, wo er mit seinem Wissen während der Belagerung der Stadt durch die Katholische Liga bis 1589 wertvolle Dienste zu ihrer Verteidigung leistete. Obwohl sich Jametz am 24. Juli 1589 doch den Belagerern ergeben musste, hatte sich Errard einen derart guten Namen in Frankreich gemacht, dass ihn der französische König Heinrich IV. zu sich an den Hof berief.

## Belege
1. ↑  Jametz auf cassini.ehess
2. ↑  Jametz auf INSEE
3. ↑  Wappenbeschreibung auf genealogie-lorraine.fr (französisch)
4. ↑  Landwirtschaftsbetriebe auf annuaire-mairie.fr (französisch)
5. ↑  deregulo.com (Memento vom 6. Juni 2008 im Internet Archive)